# Giulio Donnini
Giulio Donnini, né le 17 février 1924 à Milan (Lombardie) et mort le 22 mai 2001 à Rome, est un acteur italien.

## Biographie
Au cinéma, Giulio Donnini contribue à soixante-quatre films (majoritairement italiens) sortis entre 1946 et 1995, dont Les Frères Karamazov de Giacomo Gentilomo (1947, avec Fosco Giachetti et Mariella Lotti), Plus fort que le diable de John Huston (1953, avec Humphrey Bogart et Jennifer Jones), L'Affaire Mori de Pasquale Squitieri (1977, avec Giuliano Gemma et Claudia Cardinale) et Johnny Stecchino de Roberto Benigni (1991, avec le réalisateur et Nicoletta Braschi).
Durant sa carrière au grand écran, il contribue également à plusieurs péplums, dont O.K. Néron ! de Mario Soldati (1951, avec Carlo Campanini et Silvana Pampanini), L'Esclave d'Orient de Mario Bonnard (1958, avec Isabelle Corey et Anthony Steffen) et Messaline de Vittorio Cottafavi (1960, avec Belinda Lee et Spýros Fokás).
À la télévision italienne, il participe à deux séries, la première étant L'Odyssée de Franco Rossi (1968, avec Bekim Fehmiu et Irène Papas) ; la seconde est diffusée en 1970.

## Filmographie partielle

### Cinéma
- 1947 : Les Frères Karamazov (I fratelli Karamazoff) de Giacomo Gentilomo : Smerdiakoff
- 1948 : Harem nazi (Accidenti alla guerra!...) de Giorgio Simonelli
- 1951 : La Cité des stupéfiants (Lebbra bianca) d'Enzo Trapani : Vincenzo « Il Paino »
- 1951 : Le Retour de Pancho Villa (Io sono il catapaz) de Giorgio Simonelli : rôle non spécifié
- 1951 : O.K. Néron ! (O.K. Nerone) de Mario Soldati : Tigellin
- 1951 : Le Trésor maudit (Incantesimo tragico) de Mario Sequi
- 1952 : Le Chevalier sans loi (Le avventure di Mandrin) de Mario Soldati
- 1953 : Il n'est jamais trop tard (Non è mai troppo tardi) de Filippo Walter Ratti
- 1953 : Plus fort que le diable (Beat the Devil) de John Huston : l'administrateur
- 1953 : Phryné, courtisane d'Orient (Frine, cortigiana d'Oriente) de Mario Bonnard : Lamaco
- 1958 : L'Esclave d'Orient (Afrodite, dea dell'amore) de Mario Bonnard : Éraste
- 1959 : L'Aigle noir (Il vendicatore) de William Dieterle
- 1960 : Les Amours d'Hercule (Gli amori di Ercole) de Carlo Ludovico Bragaglia : le grand prêtre
- 1960 : Robin des Bois et les Pirates (Robin Hood e i pirati) de Giorgio Simonelli : le clown bossu Golia
- 1960 : Messaline (Messalina, Venere imperatrice) de Vittorio Cottafavi : Narcisse
- 1960 : Le Conquérant de l'Orient (Il conquistatore d'Oriente) de Tanio Boccia
- 1961 : Le Triomphe de Maciste (Il trionfo di Maciste) d'Amerigo Anton : le marchand Omnes
- 1962 : Jules César, conquérant de la Gaule (Giulio Cesare, il conquistadore delle Gallie) d'Amerigo Anton : Éporédorix
- 1962 : La Vengeance du colosse (Marte, dio della guerra) de Marcello Baldi : rôle non spécifié
- 1964 : Hercule contre les Fils du soleil (Ercole contro i figli del sole) d'Osvaldo Civirani : le grand prêtre
- 1964 : Le Brigand de la steppe (I predonni della steppa) d'Amerigo Anton : le conseiller de Khan
- 1966 : Rapt à Damas (Delitto quasi perfetto) de Mario Camerini
- 1967 : Mission T.S. (Matchless) d'Alberto Lattuada : rôle non spécifié
- 1968 : La mort a pondu un œuf (La morte ha fatto l'uovo) de Giulio Questi : le directeur de l'hôtel
- 1968 : Danger : Diabolik ! (Diabolik) de Mario Bava : Dr Vernier
- 1969 : La Bataille d'El Alamein (La battaglia di El Alamein) de Giorgio Ferroni : rôle non spécifié
- 1969 : La Religieuse de Monza (La monaca di Monza) d'Eriprando Visconti : Molteno
- 1972 : Un amour insolite (Questa specie d'amore) d'Alberto Bevilacqua : le prêtre
- 1972 : Retraite mortelle (Pulp) de Mike Hodges : le directeur de l'école de dactylographie
- 1976 : Todo modo d'Elio Petri : Bastante
- 1977 : L'Affaire Mori (Il prefetto di ferro) de Pasquale Squitieri : rôle non spécifié
- 1991 : Johnny Stecchino de Roberto Benigni : le cardinal

### Télévision
- 1968 : L'Odyssée (L'Odissea), mini-série de Franco Rossi : Tirésias